# آرماندو استرادا
آرماندو استرادا (انگلیسی: Armando Estrada؛ زادهٔ ۲۰ دسامبر ۱۹۷۸) کشتی‌گیر کشتی حرفه‌ای، و مربی (کشتی حرفه‌ای) اهل ایالات متحده آمریکا است.